# Lou Harrison
Lou Silver Harrison (Portland, Oregon, 1917. május 14. – Lafayette, Indiana, 2003. február 2.) amerikai eszperantista, zeneszerző, a nyugati partvidék kísérletezőjeként kelet és nyugat zenéjét ötvözte.

## Élete
Lou Harrison a Burlingame High Schoolban végezte tanulmányait, majd San Franciscóba került, ahol számos kortárs táncművésszel és koreográfussal dolgozott együtt (pl. Carol Beals, Lester Horton, Bonnie Bird). Együttműködése John Cage-dzsel kimondottan gyümölcsözőnek bizonyult.1941-ben közösen komponáltak zenét ütősökre (Double Music). Nagy hatással volt rá Henry Cowell 1935-ös előadássorozata, mely a Music of the Peoples of the World címet viselte. Harrisont lenyűgözte az amerikai indiánok kultúrája, és számos művében reflektált is rá, talán a leglátványosabban a 4. szimfóniában, melyet Utolsó szimfónia címen is szokás emlegetni egy zeneszerzői elszólás nyomán. 1942-ben Harrison Los Angelesbe költözött, ahol Schönbergnél tanult. 1973-ban a Herald Tribune zenekritikusaként tevékenykedett, később New Yorkba került. Itt számos jelességgel dolgozott együtt, kivált szoros szálak fűzték Jean Erdman koreográfushoz. 1951-ben sikerei ellenére elhagyta a nagyvárost és oktatni kezdett a Black Mountain College-ban Észak-Karolinában, majd 1953-ban hazatért Kaliforniába. 1961-ben Ázsiába utazott (Japán, Tajvan, Korea), hogy tanulmányozza a keleti zenét élőben is: számos keleti zenekar, gamelánegyüttes számára komponált hangsúlyozottan keleti darabokat. 1975 és 1996 között három szimfóniát komponált, egy zongoraversenyt és egy vonósnégyes számára is írt művet. Young Caesar című, 1988-ban komponált operájában a fiatal Julius Caesar egy homoerotikus szerelmét állította az operaszínpadra, s ezzel egyszersmind nyíltan kiállt a melegek jogai mellett.
Melegségét nyiltan felvállalta és büszkén hangoztatta, Lawrence Mass például ezt irta róla: 
„Melegnek lenni Lou Harrisonnal… egyfajta megerősítő önigazolás. Ő büszke rá, hogy meleg zeneszerző, és foglalkoztatja őt, hogy beszéljen is róla." (Miller-Lieberman, 190. oldal) 1967-től William („Bill”) Coving (1917–2000) elektrotechnikus és műkedvelő zenész volt az élettársa, aki nagy segítségére volt. Előbb Aptosban éltek, majd Joshua Tree-ben vettek földet, ahol saját tervük alapján felépítették a Harrison House Retreatet.

## Kulcsművek

### Concerto in slendro
Lou Harrison legismertebb alkotása háromtételes kompozíció, melyben ragyogóan ötvöződik a keleti gamelánzene világa a nyugati zenei hatásokkal. Egyes tételei a következők:
- I Allegro vivo
- II Molto adagio
- III Allegro, molto vigoroso

A kompozíció időtartama: 10:06 perc. A zenemű az indonéz szlendro-hangolást idézi, illetőleg a pentaton dallamvilág struktúrájával kísérletezik. A zeneszerző különleges ütőhangszereket is bevet a cseleszta, hegedű és két zongora mellett.

### Symphony No. 4. (Last Symphony)
Harrison e művében a navaho indiánok kultúrájának és mitológiájának elemeit ötvözi ázsiai zenei hatásokkal. Nagy szerep hárul a jávai gamelánra. A nagy ívű, négy tételes, melodikus kompozíció záró része egy zenével kísért kántáló recitáció bariton hangra. Az egyes tételek:
- I Largo – Tempo II almost double tempo
- II Stampede – poco presto
- III Largo
- IV Three Coyote Stories

Az alkotás időtartama: 42:09 perc. A Brooklyn Philharmonic Orchestra és a Brooklyn Academy of Music megbízásából keletkezett, 1990. november 2-án mutatták be.1995-ben a szerző művét kissé átdolgozta Barry Jekowsky és a California Symphony számára. °°

### Elegy to the Memory of Calvin Simmons
Mindössze 4:41 perces elégikus hangolású gyászzene az Oakland Symphony egykori karmesterének emlékére, aki 1982-ben hajóbaleset áldozata lett. Bemutatójára a Carbrillo Music Festival keretein belül került sor.

### Solstice
Mitikus kompozíció démoni és mennyei hatalmak összecsapásairól.

### Double Music
Kizárólag ütősökre komponált alkotás, mely John Cage együttműködésével keletkezett.

### Szvit hegedűre és amerikai gamelánra
Harrison feltalálta az amerikai gamelánt, baseballütők, kukák és konzervdobozok felhasználásával, s itt teljes értékű alternatívája lesz a keleti hangszernek.

### Young Caesar
Harrison először báboperának komponálta meg a Caesar és Nicomedes szerelméről szóló operát, majd színpadi változatát is elkészítette.

## Filmek róla
- 1986 – Lou Harrison : "cherish, conserve, consider, create." Directed by Eric Marin.
- 1995 – Musical Outsiders: An American Legacy – Harry Partch, Lou Harrison, and Terry Riley. Directed by Michael Blackwood.